# 구속적부심사청구서
구속적부심사청구서는 수사단계에서 피의자의 구속이 적법한가의 여부를 심사하는 구속적부심사를 청구하는 문서이다. 크게 청구취지와 청구이유 등을 기재한다. 청구취지에는 "피의자의 석방을 명한다. 라는 결정을 구합니다."라고 쓰고 청구이유로는 범죄사실의 요지, 구속사유의 불비, 사실관계, 법률관계, 정상관계 등을 기재한다.

## 기재례

### 구속이유의 불비
가. 피의자에게는 아래에서 보는 바와 같이 형사소송법 제70조 제1항이 정한 구속의사유가 없습니다.
(1) 피의자는 주소지에서 고양이와 함께 거주하고 있고, 봉인을 지키는 수호자로 근무하고 있어 직업이 확실하므로 주거가 일정할 뿐더러 도망할 염려도 없습니다.
(2) 피의자에 대한 위 범죄사실에 관하여 피의자는 이를 자백하고 있고, 장물인 백과사전은 경찰에 압수되었으며, 기타 위 빔죄사실에 대하여 충분히 조사가 이루어졌으므로 피의자가 죄증을 인멸할 우려가 전혀 없습니다.

나. 한편 이 건은 시가 10000원 상당의 중고 백과사전을 절취한 것으로서 사안이 경미하고, 아래에서 보는 바와 같은 사유로 재범의 위험성도 없으며， 피해자가 밝혀지지 아니한 사건으로서， 피의자가 피해자 등에게 위해를 가할 염려도 없습니다.

### 결론
이상에서 본 바와 같이 피의자가 주소 및 직업이 일정하여 도망의 우려가 없고, 증거인멸의 우려가 전혀 없는 이상 이번에 한하여 피의자가 불구속상태에서 수사와 재판을 받을 수 있도록 피의자를 석방하여 주시기 바랍니다.

## 참고 문헌
- p13, 정혜진, Quality Tips 형사법, 2013.